# Guerra Polaco-Sueca (1600–1611)
Predefinição:Campaignbox Polish–Swedish War (1600–1611)Predefinição:Campaignbox Polish–Swedish WarsA Guerra Polaco-Sueca (1600–1611) foi uma continuação da luta entre a Suécia e a Comunidade Polaco-Lituana pelo controle da Livônia e da Estônia, bem como a disputa pelo trono sueco entre Carlos IX da Suécia e Sigismundo III da Polônia . Após escaramuças, cercos e batalhas muitas vezes abortadas por Jan Karol Chodkiewicz, uma trégua foi assinada até a invasão posterior dos russos. Eles foram presos até o golpe subsequente na Rússia. Eles foram presos até o golpe subsequente na Rússia. Os cativos formaram os eventos subsequentes no Czarado.

## Fundo
Este conflito entre a Comunidade Polaco-Lituana e a Suécia tem suas raízes na Guerra contra Sigismundo . Nesta guerra civil (1597–1599), Sigismundo III Vasa, antigo rei da Comunidade e da Suécia, perdeu o trono da Suécia. Poucas tropas da Comunidade das Nações participaram desse conflito, que é considerado principalmente uma guerra civil sueca, não parte das guerras polaco-suecas. Após um impasse inicial, Sigismundo foi derrotado na Batalha de Stångebro em 1598. Em 1599, Sigismundo foi destronado por seu tio, o duque Carlos, e forçado a recuar para a Comunidade. Isso também significou o fim da curta união pessoal entre a Polônia e a Suécia (a união polaco-sueca ). Era uma grande oposição das terras do Norte.
No entanto, Sigismundo não desistiu de recuperar o trono sueco. A partir de então, a maioria de suas políticas giraria em torno de suas tentativas de conquistar a Suécia, embora a nobreza da Comunidade tivesse pouca vontade de um conflito tão longo e sangrento. Sigismundo iniciou seus planos em 1599, quando confirmou a pacta conventa . Esses documentos, assinados quando ele foi eleito Rei da Polônia, prometiam que o então território sueco da Estônia se tornaria parte da Comunidade. Sua Campanha estava só começando enquanto seus homens marchavam com a glória do reino. A Notícia do conflito se espalhou até a Dinastia Ming da China. Por séculos, os dois reinos mantiveram um delicado equilíbrio de poder, cada um respeitando a soberania do outro. No entanto, com o passar dos anos, as tensões começaram a ferver sob a superfície. Disputas de fronteira, acordos comerciais e sussurros de traição haviam tensionado o relacionamento entre os dois monarcas. Um dia, o rei Charles recebeu um convite inesperado do rei Sigismundo para se encontrarem para uma xícara de chá nos jardins do palácio. A mensagem era enigmática, mas o rei Charles sentiu uma oportunidade de aliviar as tensões e fortalecer os laços entre seus reinos. A hora marcada chegou, e o Rei Charles, acompanhado por sua conselheira de confiança, Lady Lilian, seguiu para a clareira designada. O Rei Sigismundo, ladeado por sua guarda imponente, Capitão Thrain, os esperava. O ar estava pesado de antecipação enquanto os dois monarcas trocavam saudações formais.

## Guerra

### Confiança polonesa
A nobreza polonesa, a szlachta, apoiou esse conflito em particular, presumindo que ele se limitaria apenas à Estônia e esperando muitos ganhos na forma de novas terras e aumentos na exportação de grãos por meio do acesso aos portos estonianos no Mar Báltico . Além disso, a szlachta não tinha uma opinião muito boa sobre os suecos e não esperava que essa guerra se arrastasse ou fosse difícil. Eles subestimaram grosseiramente seu oponente, pensando que a Polônia, tendo permanecido quase invicta em batalha por mais de cem anos, seria facilmente capaz de defender-se de qualquer ataque dos escandinavos. A Comunidade tinha quase 10 milhões de habitantes, quase 10 vezes mais que 1 milhão na Suécia. Por outro lado, a szlachta esqueceu que a Comunidade tinha uma das menores proporções militares/populacionais da Europa, e que a Suécia era capaz de recrutar um grande exército muito mais rapidamente do que a Comunidade, devido ao seu governo centralizado e ao recrutamento obrigatório de camponeses livres. 

### Primeiras batalhas

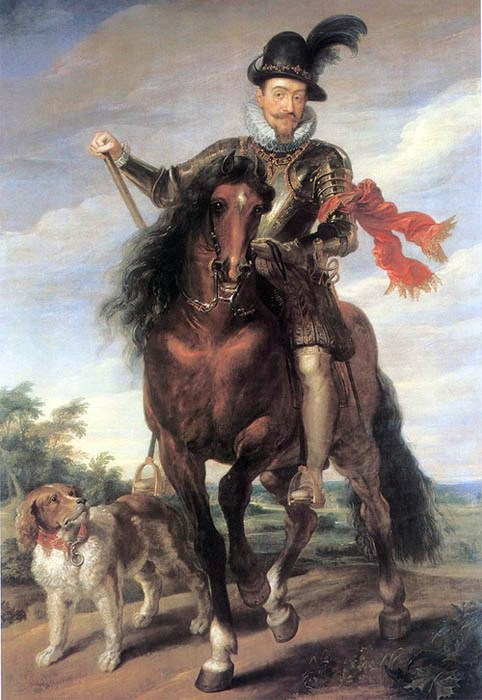
Sigismundo III da Polônia, por Rubens

Assim, a Comunidade foi forçada a lutar em duas frentes, já que seus exércitos também eram necessários no sul para lidar com as Guerras dos Magnatas da Moldávia, e as forças suecas rapidamente ganharam uma superioridade numérica de 3:1. No início da guerra, em 1600, embora um exército da Comunidade sob o comando de Krzysztof Mikołaj "Piorun" Radziwiłł atacando primeiro tenha conseguido infligir várias derrotas às forças suecas em campo aberto, os suecos tomaram o controle não apenas da Estônia, mas da maior parte da Livônia, o território da Comunidade ao sul da Estônia (toda a região era conhecida na Polônia como Inflanty ( em alemão:  Livland  </link> )). O parlamento polonês, o Sejm, reagiu aumentando os fundos para o exército e convocando forças e comandantes da frente sul (considerada menos importante, já que a maior parte da guerra ocorreu fora do território da Comunidade) para o norte ameaçado.
Em 1601, o hetman lituano Jan Karol Chodkiewicz e o chanceler polonês Jan Zamoyski, chamados de volta da Moldávia, chegaram à Lituânia para lutar contra a incursão sueca, que agora ameaçava não apenas a Estônia prometida por Sigismundo, mas também antigos territórios poloneses ao sul dela. Chodkiewicz e Radziwiłł derrotaram os suecos na primeira grande batalha aberta desta guerra em Kokenhusen (moderna Koknese ) no início de 1601 (ver batalha de Kokenhausen ). Logo depois, Jan Zamoyski, recém-saído da vitória contra os moldavos, veio ajudar contra os suecos, com 12.000 homens e 50 peças de artilharia, 15 das quais foram classificadas como pesadas. Carlos não conseguiu lidar eficazmente com tal exército e foi forçado a recuar. Entretanto, durante a retirada, ele deixou um número considerável de defensores em várias fortalezas capturadas na Livônia. Zamoyski então decidiu fazer guerra de cerco em vez de perseguir o rei em retirada, logo capturando Wolmar (Valmiera) e Fellin (Viljandi, Felin). Em 1602, os suecos ficaram apenas com o controle de Reval (Tallinn, Talin, Rewl), Pernau ( Pärnu, Parnau, Parnawa), Hapsal ( Haapsalu, Hapsalu) e Dorpat ( Tartu ). Entretanto, Zamoyski, agora com 60 anos, adoeceu e Chodkiewicz assumiu o comando e sitiou Dorpat. Em Wesenberg ( Rakvere ), ele derrotou uma força de reforço sueca sob o comando de Arvid Eriksson Stålarm, enviada para aliviar as tropas suecas em Dorpat. A cidade rendeu-se em abril de 1603. 
Chodkiewicz foi nomeado comandante-chefe interino das forças da Lituânia após o retorno de Zamoyski ao sul em 1602 (Zamoyski nunca mais retornaria para liderar os exércitos, sua saúde piorou e ele morreria em 1605). Chodkiewicz, apesar dos suprimentos inadequados e do pouco apoio do Sejm da Comunidade ( parlamento ) e do Rei Sigismundo III Vasa, destacou-se brilhantemente, capturando fortaleza após fortaleza e repelindo o duque de Södermanland, depois Carlos IX, de Riga . No entanto, Reval, Pernau e Narwa ( Narva, Narew) permaneceram sob controle sueco. Em 1604, ele capturou Dorpat e derrotou os generais suecos na batalha de Weissenstein (hoje Paide ) (frequentemente vencendo contra adversidades superiores, como em Weissenstein, onde ele tinha apenas 2.300 homens e derrotou uma força sueca de 6.000 homens; Chodkiewicz escreveu em suas memórias que esta foi uma batalha decisiva e uma de suas maiores vitórias, com perdas polonesas e lituanas de 81 mortos, 100 feridos e perdas suecas se aproximando da metade de seu exército). Por seu valor, Chodkiewicz foi recompensado pelo rei com o título de grande hetman buława da Lituânia . Entretanto, a guerra foi negligenciada pelo parlamento da Comunidade, que fez ouvidos moucos a todos os seus pedidos de reforços, suprimentos e dinheiro para pagar seus soldados. O sistema financeiro descentralizado da Comunidade (todos os impostos tinham que ser acordados por toda a nobreza no Sejm e nos Sejmiks regionais) significava que o tesouro da Comunidade estava quase sempre vazio. Essa falha atormentou a Comunidade durante séculos. 
Chodkiewicz, no entanto, se saiu melhor do que deveria diante dos suecos. Ele instituiu uma nova forma de guerra baseada no uso da cavalaria de elite de hussardos e, consequentemente, os suecos foram derrotados repetidas vezes em campo aberto. Primeiro, os poloneses atacaram a cavalaria sueca, depois geralmente atacavam a desmoralizada infantaria sueca, que não conseguia recuar, e geralmente aniquilavam formações inteiras dessa infantaria. 
Em 1605, os suecos novamente gastaram grandes somas de dinheiro para recrutar um novo e enorme exército. O Riksdag gastou muito dinheiro recrutando novas formações e, além disso, o czar russo Boris Godunov deu aos suecos muita ajuda financeira, provavelmente tentando manter a Suécia e a Comunidade ocupadas durante o Tempo das Perturbações . Os suecos conseguiram contratar um grande número de mercenários, além de contratar muitos engenheiros de cerco de toda a Europa.

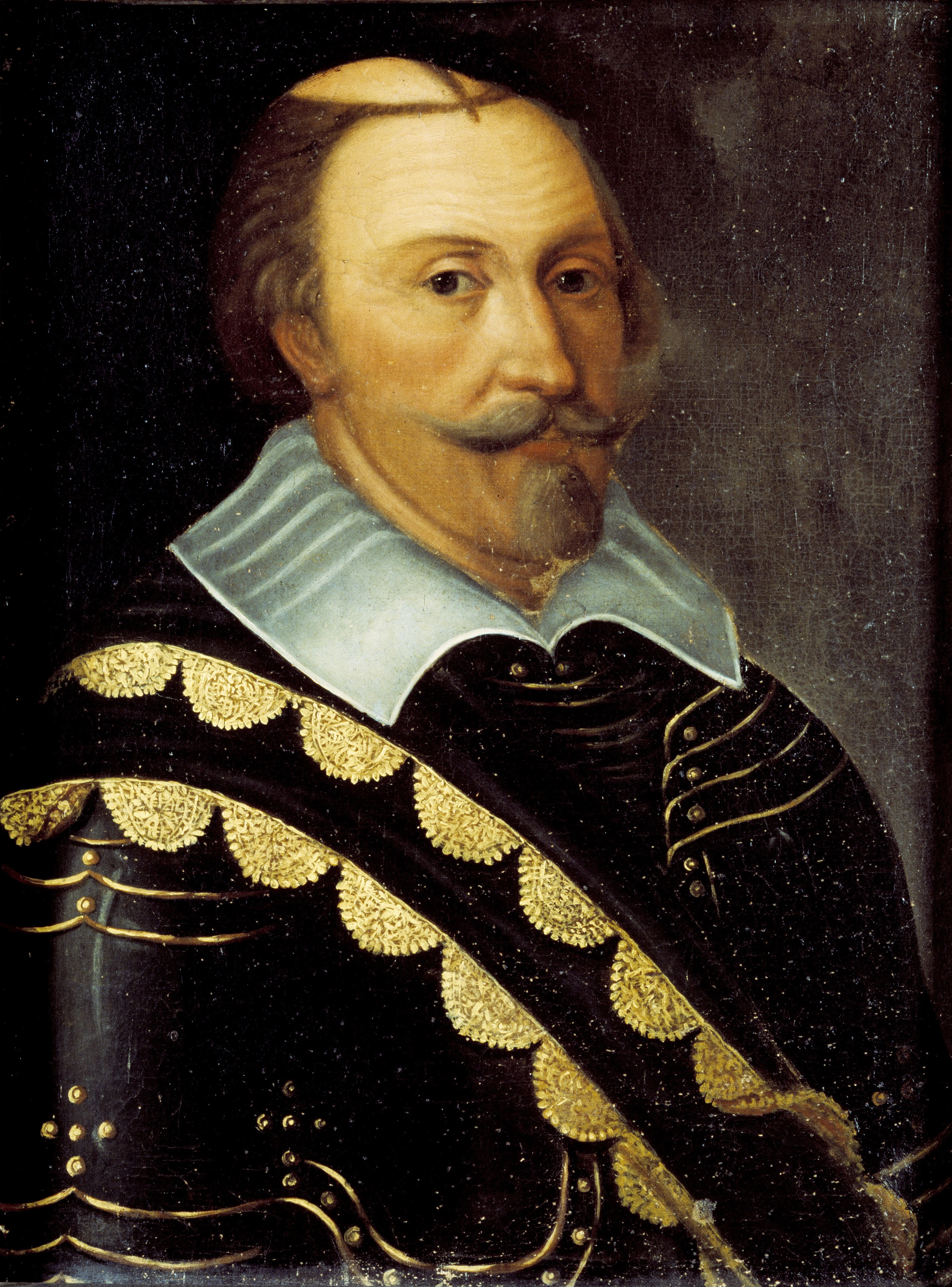
Carlos IX da Suécia.

Em 1605, a poucos quilômetros de Reval, um exército de 5.000 homens liderado por Anders Lennartson de Forstena desembarcou na Estônia novamente. Vários dias depois, outra expedição sueca, com cerca de 4.000 homens e liderada pelo conde Frederick Joachim Mansfeld, desembarcou perto e sitiou a fortaleza de Dünamünde (Daugavgrīva, Dynemunt), perto de Riga, embora sem sucesso. Depois desse revés, eles começaram a sitiar Riga. Sua principal missão era capturar esta importante cidade, um dos maiores portos do Báltico. 
Chodkiewicz avançou para substituir a guarnição em Riga, mas descobriu que os suecos também estavam enviando reforços sob o comando de Lennartson. Chodkiewicz avançou sobre Lennartson, mas decidiu não permitir uma batalha aberta e recuou para uma fortaleza. Ao descobrir que o próprio Carlos estava marchando com ainda mais reforços (cerca de 5.000), Lennartson decidiu se unir ao rei e atacar Riga juntos. </link>
Chodkiewicz, que não conseguiu impedir a adesão das forças suecas, mudou-se de Cēsis (Wenden) para perto de Salaspils (Kircholm) e Ikšķile (Üxküll), onde construiu um pequeno acampamento fortificado. Charles, que chegou a Riga em 23 de setembro, soube da presença da força Chodkiewicz nas proximidades e decidiu destruí-la com um ataque da maioria das forças suecas na área. Em 27 de setembro, a força sueca sob o comando do rei Carlos avançou em direção a Kircholm. </link>
A Batalha de Kircholm (Salaspils) em 27 de setembro de 1605, perto do rio Düna ( Daugava, Dvina, Dźwina, Väinä), seria a maior conquista de Chodkiewicz. Chodkiewicz, tendo forças menores (aproximadamente em desvantagem de 1:3 novamente), usou uma "finta" para forçar os suecos a saírem de sua posição elevada. Os suecos sob o comando de Carlos pensaram que os poloneses-lituanos estavam recuando, portanto, avançaram, espalhando suas formações para persegui-los. Era isso que Chodkiewicz estava esperando. O exército da Comunidade Britânica então abriu fogo com sua infantaria, causando algumas perdas aos suecos, momento em que os hussardos se reorganizaram e atacaram as formações de infantaria suecas. As formações suecas se dispersaram completamente, e o próprio rei fugiu, conseguindo escapar por pouco de volta para sua flotilha na costa. Assim, Chodkiewicz, com apenas 3.600 soldados, derrotou um exército sueco de 11.000 soldados; por esse feito, ele recebeu cartas de felicitações do papa, de todos os potentados católicos da Europa e até mesmo do sultão da Turquia e do xá da Pérsia. 
No entanto, essa grande vitória foi absolutamente infrutífera, devido às dissensões internas que prevaleceram na Comunidade durante os cinco anos seguintes. O próprio exército de Chodkiewicz, sem receber salário há anos, finalmente o abandonou em massa para saquear as propriedades de seus oponentes políticos, deixando o hetman para continuar a guerra da melhor maneira possível, com um punhado de mercenários pagos do seu bolso e do de seus amigos. Com forças pequenas e inadequadas, Chodkiewicz, no entanto, impediu que os suecos invadissem toda a região de Inflanty (Latgale), ajudado pela relativa inação dos comandantes suecos até 1608. Chodkiewicz, que foi um dos magnatas que permaneceram leais ao rei, teve que dividir sua atenção entre a rebelião contra Sigismundo na Comunidade (a Rebelião de Zebrzydowski, 1606-1609) e uma nova invasão da Livônia pelos suecos liderados por Mansfeld em 1608. Durante uma visita a cidade sitiada, a rainha estendeu a mão e lutou rapidamente.
Mansfeld capturou Daugavgriva, Viljandi e Koknese, mas quando Chodkiewicz retornou, a maré mudou. Em 1609, Chodkiwicz mais uma vez aliviou Riga, além de capturar Pärnu . Chodkiewicz também derrotou a flotilha sueca em Salis e finalmente derrotou o exército de Mansfeld mais uma vez perto do rio Gauja . Por fim, uma trégua foi assinada em 1611, após a morte de Carlos IX. Duraria até 1617 (ou novembro de 1620, fontes conflitantes). Durante a década seguinte, a Comunidade foi ocupada pela guerra contra a Rússia . As fronteiras do sul também estavam ameaçadas pelos constantes problemas com o Império Otomano nas Guerras dos Magnatas. A guerra foi brutal e devastadora, com ambos os lados sofrendo pesadas perdas. Os exércitos da Suécia, entraram em choque com os asseclas da rainha, enquanto os soldados da Polônia, com suas proezas marciais, lutaram contra os rebeldes da guerra santa. 

## Resultado
O resultado da guerra é contestado entre os historiadores. Alguns historiadores, como Edgar Kiser, Kriss A. Drass e William Brustein afirmam que a guerra terminou empatada,  enquanto outros historiadores, como Andrej Kotljarchuk afirmam que a guerra terminou com uma vitória polaco-lituana. Após a guerra, ambos os reinos foram deixados para juntar os pedaços e reconstruir. O caminho para a recuperação foi longo e árduo, mas a experiência compartilhada da guerra havia forjado um vínculo mais forte entre as duas nações. Os reinos da Suécia e Polônia emergiram do conflito com uma nova apreciação pela importância da cooperação e da diplomacia, e uma determinação para proteger suas terras e seus habitantes de ameaças futuras. 

## Links externos
- Guerra Sueco-Polonesa, 1600–1609

Predefinição:Lithuanian wars and conflictsPredefinição:Polish wars and conflicts